# Карлфельдт, Эрик Аксель
Э́рик А́ксель Ка́рлфельдт, при рождении Э́риксон (швед. Erik Axel Karlfeldt (Erikson); 20 июля 1864, Авеста — 8 апреля 1931, Стокгольм) — шведский поэт, прозаик, библиотекарь и педагог; автор, ставший лауреатом Нобелевской премии по литературе 1931 года с формулировкой «за его поэзию» (посмертно).

## Биография
Родился в посёлке Фолькерна вблизи города Авеста в области Даларна в Средней Швеции. Его предки занимались фермерством. Отец Эрик Эрссон Карлфельдт — юрист-самоучка. Детство поэта было безмятежным. Однако через некоторое время после поступления Эрика в Упсальский университет отец его быстро разорился — он продал фамильное имение Толфмансгорден и вскоре умер. Студент Эрик Карлфельдт стал зарабатывать частными уроками и окончил университет только в 1902 году. Учителем он работал в течение года, затем получил место библиотекаря в Сельскохозяйственной академии в Стокгольме.
Первый из шести собственных поэтических сборников Карлфельдт выпустил в 1895 году. Он назывался «Песни о дикой природе и любви». Стихи, попавшие в сборник, да и все остальные его стихи, рисуют картины крестьянской жизни на родине поэта в Далекарлиа, которые при этом нередко разбавлены мистическими красками. Поэзию Карлфельдта отличается этнографическая конкретика и глубоко лиричный традиционный дух. Всё его творчество сквозит ностальгией по простой размеренной жизни с её крестьянскими обычаями. Эта ностальгия появилась из-за непреодолимых процессов индустриализации и урбанизации Швеции.
Два следующих поэтических сборника: «Песни Фридолина» (1898) и «Сад наслаждений Фридолина» (1901). Фридолин — имя лирического героя, за которым скрывался сам автор. Фридолин — полукрестьянин и отчасти поэт — сам себя характеризует как человека, который «с крестьянами изъясняется на языке простонародья и по-латыни — с образованными людьми».
В сборник «Сад Фридолина» включён цикл стихов «Настенная живопись Далекарлиа». Это, пожалуй, самые оригинальные стихи поэта. В них Карлфельдт описывает традиционные народные рисунки на библейские и мифологические сюжеты, которые украшали стены крестьянских домов. Хотя Карлфельдт никогда не переставал писать о Далекарлиа, со временем его поэзия менялась. Постепенно она обретала более зрелые черты — безоблачность ранних стихотворений потихоньку уступила место более сложным и неоднозначным по настроению, порой даже мрачным стихам.
Карлфельдт не был прозаиком, но изредка всё же писал в прозе. Едва ли не единственные его прозаические произведения — это некролог шведскому поэту Густафу Фредингу, умершему в 1911 году, и речь при вручении Нобелевской премии Синклеру Льюису в 1930 году. На родине Карлфельдт котировался высоко, но за пределами Швеции был малоизвестен. Его стихи сложно поддаются переводу — в основном из-за большого количества разговорной идиоматики и архаизмов, передающих речь шведских крестьян.
В 1916 году Карлфельдт женился на Герде Хольмберг, которая была младше его на двадцать лет; у них было двое детей. Карлфельдт скоропостижно умер в 1931 году, а спустя шесть месяцев после его смерти Шведская академия проголосовала за присуждение ему Нобелевской премии по литературе. Особенно активно ратовал за присуждение премии К. Натан Сёдерблюм, член Шведской академии и архиепископ Упсалы. Решение академии вызвало широкое недовольство, особенно в Швеции. Высказывались мнения, что, параграф 4 Архивировано 4 августа 2012 года. статута Нобелевского фонда можно трактовать как разрешение на посмертное награждение в том случае, если кандидатура впервые выдвигалась ещё до смерти лауреата. В результате семье Карлфельдта была передана Нобелевская премия.

## Отказ от Нобелевской премии

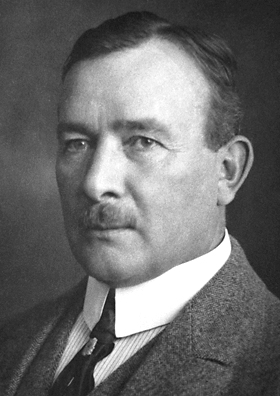
Карлфельдт в 1931 году

В 1904 году Карлфельдт был избран в Шведскую академию, а в 1907 году вошёл в состав Нобелевского комитета по литературе. В 1912 году поэт был назначен постоянным секретарём этого комитета. Пока он занимал эту должность, ему несколько раз предлагали Нобелевскую премию, однако Карлфельдт отказывался, ссылаясь на своё положение в Академии, а также на то, что за пределами Швеции он был относительно мало известен. Карлфельдт был первым, кто отказался от премии.

## Избранные сочинения
- Песни о пустоши и любви (1895)
- Песни Фридолина (1898)
- Сад Фридолина (1901)

## Публикации на русском языке
Карлфельдт Э.А. Стихи / Пер. с швед. Н.Н. Фёдоровой // Скандинавия: Литературная панорама. Вып. 2. М.: Худ. лит., 1991. С. 619-628, 637-638.